# Décès en novembre 2023
Décès
- 2019
- 2020
- 2021
- 2022
- 2023
- 2024
- 2025
- 2026
- 2027

Pour une information complémentaire, voir la page d'aide.

| Date              | Nom                             | Activités                                                                                                   | Âge   | Source |
| ----------------- | ------------------------------- | --- | ----- | ------ |
| 30 novembre       | Joan Botam i Casals             | Prêtre et capucin catalan.                                                                                  | 97    | (ca)   |
| 30 novembre       | José Catieau                    | Coureur cycliste français.                                                                                  | 77    |        |
| 30 novembre       | Alistair Darling                | Homme politique britannique.                                                                                | 70    |        |
| 30 novembre       | Sante Gaiardoni                 | Coureur cycliste italien, double médaillé d'or aux Jeux olympiques d'été de 1960.                           | 84    | (it)   |
| 30 novembre       | Shane MacGowan                  | Musicien britannique.                                                                                       | 65    | (en)   |
| 30 novembre       | Vassílis Vassilikós             | Journaliste, diplomate et homme politique grec.                                                             | 90    |        |
| 30 novembre       | Dominic Welsh                   | Mathématicien britannique.                                                                                  | 85    | (en)   |
| 29 novembre       | Luis Bates                      | Avocat et homme politique chilien.                                                                          | 89    | (es)   |
| 29 novembre       | Colin Buchanan                  | Évêque britannique.                                                                                         | 89    | (en)   |
| 29 novembre       | Elliott Erwitt                  | Photographe et journaliste franco-américain.                                                                | 95    |        |
| 29 novembre       | Henry Kissinger                 | Diplomate et politologue américain.                                                                         | 100   | (en)   |
| 29 novembre       | Maurice Leroux                  | Réalisateur canadien.                                                                                       | 99    |        |
| 29 novembre       | Michális Makroulákis            | Peintre, scénographe et costumier grec.                                                                     | 83    | (el)   |
| 29 novembre       | Jean-François Mathé             | Poète et illustrateur français.                                                                             | 73    | (fr)   |
| 29 novembre       | Michèle Rivasi                  | Femme politique française.                                                                                  | 70    | (fr)   |
| 29 novembre       | Taichi Yamada                   | Écrivain japonais.                                                                                          | 89    | (en)   |
| 28 novembre       | Francesca-Yvonne Caroutch       | Romancière, essayiste, poète et tibétologue française.                                                      | 87    |        |
| 28 novembre       | James Douglas-Hamilton          | Homme politique britannique.                                                                                | 81    | (en)   |
| 28 novembre       | Friedrich Ehrendorfer           | Botaniste autrichien.                                                                                       | 96    | (en)   |
| 28 novembre       | Raymond Gambini                 | Entrepreneur et ingénieur français.                                                                         | 86    | (fr)   |
| 28 novembre       | Jacques Hansen                  | Acteur français.                                                                                            | 80    |        |
| 28 novembre       | Charlie Munger                  | Homme d'affaires américain.                                                                                 | 99    | (fr)   |
| 28 novembre       | Roland Orépük                   | Peintre et graphiste français.                                                                              | 73    | (fr)   |
| 28 novembre       | Roland Pécout                   | Poète et écrivain français.                                                                                 | 73/74 |        |
| 28 novembre       | Richard Rydze                   | Plongeur américain, médaillé d'argent aux Jeux olympiques d'été de 1972.                                    | 73    | (en)   |
| 28 novembre       | Cecil Sandford                  | Pilote britannique de Grand Prix de vitesse moto.                                                           | 95    | (en)   |
| 28 novembre       | Luc Tremblay                    | Homme politique canadien.                                                                                   | 84    |        |
| 27 novembre       | William Anastasi                | Peintre et dessinateur américain.                                                                           | 90    | (en)   |
| 27 novembre       | Elise Boot                      | Femme politique néerlandaise.                                                                               | 91    | (nl)   |
| 27 novembre       | Roger Chaussabel                | Coureur cycliste français.                                                                                  | 91    |        |
| 27 novembre       | Mary Louise Cleave              | Astronaute américaine.                                                                                      | 76    | (en)   |
| 27 novembre       | Alessandro Figà Talamanca       | Mathématicien italien.                                                                                      | 85    | (it)   |
| 27 novembre       | Paweł Huelle                    | Écrivain polonais.                                                                                          | 66    | (pl)   |
| 27 novembre       | Victor J. Kemper                | Directeur de la photographie américain.                                                                     | 96    | (en)   |
| 27 novembre       | Ibrahim Oweiss                  | Économiste, professeur d'économie et diplomate égyptien.                                                    | 92    | (en)   |
| 27 novembre       | Françoise Smyth-Florentin       | Bibliste et universitaire française.                                                                        | 92    | (en)   |
| 27 novembre       | Frances Sternhagen              | Actrice américaine.                                                                                         | 93    | (en)   |
| 26 novembre       | Albert Calvayrac                | Trompettiste français.                                                                                      | 89    |        |
| 26 novembre       | Tim Dorsey                      | Romancier américain.                                                                                        | 62    | (en)   |
| 26 novembre       | Magda Hollander-Lafon           | Rescapée de la Shoah, écrivaine, éducatrice de jeunes enfants et psychologue française d'origine hongroise. | 96    |        |
| 26 novembre       | Samuel Insanally                | Diplomate et homme politique guyanien.                                                                      | 87    | (en)   |
| 26 novembre       | Michel Roumégoux                | Vétérinaire et homme politique français.                                                                    | 75    |        |
| 26 novembre       | André Teissier du Cros          | Ingénieur, écrivain et économiste français.                                                                 | 86    |        |
| 26 novembre       | Geordie Walker                  | Guitariste et auteur-compositeur britannique.                                                               | 64    | (en)   |
| 26 novembre       | Chiba Yusuke                    | Musicien, chanteur et compositeur japonais.                                                                 | 55    | (en)   |
| 25 novembre       | Jean-Marc Brûlé                 | Homme politique français.                                                                                   | 58    |        |
| 25 novembre       | Gérard Collomb                  | Homme politique français.                                                                                   | 76    |        |
| 25 novembre       | Jean-Claude Cornu               | Skipper français.                                                                                           | 85    |        |
| 25 novembre       | Bita Farrahi                    | Actrice iranienne.                                                                                          | 65    | (fa)   |
| 25 novembre       | Tras Honan                      | Femme politique irlandaise.                                                                                 | 93    | (en)   |
| 25 novembre       | Aldo Lado                       | Cinéaste italien.                                                                                           | 88    | (it)   |
| 25 novembre       | Jorge Martín Montenegro         | Coureur cycliste argentino-espagnol.                                                                        | 40    | (es)   |
| 25 novembre       | Leïla Mustapha                  | Femme politique syrienne.                                                                                   | 35    |        |
| 25 novembre       | Terry Venables                  | Joueur international puis entraîneur britannique de football.                                               | 80    | (en)   |
| 25 novembre       | Layachi Yaker                   | Diplomate et homme politique algérien.                                                                      | 93    |        |
| 24 novembre       | Roberto Altmann                 | Peintre cubain puis liechtensteinois.                                                                       | 81    | (li)   |
| 24 novembre       | Derek John Blundell             | Géologue britannique.                                                                                       | 90    | (en)   |
| 24 novembre       | Bruno Fagnoul                   | Politicien belge.                                                                                           | 87    | (nl)   |
| 24 novembre       | Elliot Silverstein              | Réalisateur et producteur de cinéma américain.                                                              | 96    | (en)   |
| 24 novembre       | Heidelinde Weis                 | Chanteuse et actrice allemande et autrichienne.                                                             | 83    | (de)   |
| 23 novembre       | Fathima Beevi                   | Magistrate femme politique indienne.                                                                        | 96    | (en)   |
| 23 novembre       | Lobsang Dargyal                 | Moine devenu homme politique tibétain.                                                                      | 86    | (en)   |
| 23 novembre       | Rona Hartner                    | Actrice, chanteuse et compositrice franco-roumaine.                                                         | 50    | (ro)   |
| 23 novembre       | Harald Hasselbach               | Joueur néerlandais de football canadien et de football américain.                                           | 56    | (nl)   |
| 23 novembre       | Steve Jurczyk                   | Ingénieur américain.                                                                                        | 61    | (en)   |
| 23 novembre       | Rubens Minelli                  | Joueur puis entraîneur brésilien de football.                                                               | 94    | (pt)   |
| 23 novembre       | Claude Righi                    | Chanteur, parolier et producteur français.                                                                  | 79    |        |
| 23 novembre       | Guy Romano                      | Évêque catholique français.                                                                                 | 86    |        |
| 22 novembre       | Ánchel Conte                    | Écrivain, poète et historien espagnol.                                                                      | 81    | (es)   |
| 22 novembre       | Mike D'Amato                    | Joueur de foot U.S et de foot canadien américain.                                                           | 80    | (en)   |
| 22 novembre       | Antonio Genato                  | Joueur philippin de basket-ball.                                                                            | 94    | (en)   |
| 22 novembre       | Jean Knight                     | Chanteuse américaine.                                                                                       | 80    | (en)   |
| 22 novembre       | Emmanuel Le Roy Ladurie         | Historien, professeur d'université et chercheur français.                                                   | 94    |        |
| 22 novembre       | Émile Martel                    | Écrivain, poète et conteur canadien.                                                                        | 82    |        |
| 22 novembre       | François Musy                   | Ingénieur du son franco-suisse.                                                                             | 68    |        |
| 22 novembre       | Sture Ohlin                     | Biathlète suédois.                                                                                          | 88    | (sv)   |
| 22 novembre       | Christiane Rimbaud              | Écrivaine et historienne française.                                                                         | 79    |        |
| 22 novembre       | Maurice Van houtte              | Homme politique belge.                                                                                      | 89    | (nl)   |
| 22 novembre       | Herbert Weiz                    | Homme politique allemand.                                                                                   | 99    | (de)   |
| 21 novembre       | Henri Bangou                    | Homme politique français.                                                                                   | 101   |        |
| 21 novembre       | Benjamin-Gunnar Cohrs           | Chef d'orchestre et compositeur allemand.                                                                   | 58    | (en)   |
| 21 novembre       | Tertius Delport                 | Avocat et homme politique sud-africain.                                                                     | 84    | (en)   |
| 21 novembre       | Aivars Endziņš                  | Homme politique letton.                                                                                     | 82    | (lv)   |
| 21 novembre       | Georges Perroud                 | Footballeur international suisse.                                                                           | 82    |        |
| 21 novembre       | Jerónimo Saavedra               | Homme politique espagnol.                                                                                   | 87    | (es)   |
| 21 novembre       | Dale Spender                    | Historienne, militante pour les droits des femmes et écrivaine australienne.                                | 80    | (en)   |
| 20 novembre       | Richard Cloutier                | Psychologue et professeur d'université canadien.                                                            | 76    |        |
| 20 novembre       | Willie Hernández                | Joueur américain de baseball.                                                                               | 69    | (es)   |
| 20 novembre       | Rob Krier                       | Architecte, urbaniste et sculpteur luxembourgeois.                                                          | 85    |        |
| 20 novembre       | Horacio Malvicino               | Guitariste et compositeur argentin.                                                                         | 94    | (es)   |
| 20 novembre       | Martina Lubyová                 | Universitaire et femme politique slovaque.                                                                  | 56    | (sk)   |
| 20 novembre       | Filip Robar Dorin               | Réalisateur et scénariste yougoslave puis slovène.                                                          | 83    | (en)   |
| 20 novembre       | Aman Touleïev                   | Homme politique russe.                                                                                      | 79    | (ru)   |
| 20 novembre       | Jean Villeret                   | Résistant, déporté dans les camps de concentration de Natzweiler-Struthof et de Dachau.                     | 100   |        |
| 19 novembre       | Joss Ackland                    | Acteur britannique.                                                                                         | 95    | (en)   |
| 19 novembre       | Giuseppe Arzilli                | Homme politique saint-marinais.                                                                             | 82    | (it)   |
| 19 novembre       | Rosalynn Carter                 | Militante des droits de l'homme américaine.                                                                 | 96    | (en)   |
| 19 novembre       | Gilles Cohen                    | Mathématicien français.                                                                                     | 71    |        |
| 19 novembre       | Sanjay Gadhvi                   | Réalisateur et scénariste indien.                                                                           | 56    | (en)   |
| 19 novembre       | Marisa Jossa                    | Mannequin italienne.                                                                                        | 85    | (it)   |
| 19 novembre       | Anna Kanakis                    | Mannequin, actrice et romancière italienne, lauréate du concours de Miss Italie en 1977.                    | 61    | (it)   |
| 19 novembre       | Marcel Lessard                  | Contremaître et homme politique canadien.                                                                   | 97    |        |
| 19 novembre       | Colette Maze                    | Pianiste française.                                                                                         | 109   |        |
| 19 novembre       | Madeleine des Rivières          | Écrivaine canadienne.                                                                                       | 101   |        |
| 19 novembre       | Vincentius Sensi Potokota       | Évêque indonésien.                                                                                          | 72    | (id)   |
| 19 novembre       | Hannes Strydom                  | Joueur sud-africain de rugby à XV.                                                                          | 58    | (en)   |
| 19 novembre       | Sara Tavares                    | Chanteuse portugaise.                                                                                       | 45    | (en)   |
| 19 novembre       | Guy Vattier                     | Homme politique français.                                                                                   | 84    |        |
| 18 novembre       | Akif Asgarov                    | Sculpteur azerbaïdjanais.                                                                                   | 83    | (ru)   |
| 18 novembre       | António Carvalho                | Footballeur international portugais.                                                                        | 62    | (pt)   |
| 18 novembre       | David Del Tredici               | Compositeur américain.                                                                                      | 86    | (en)   |
| 18 novembre       | Jean-Marie Duvosquel            | Historien médiéviste belge.                                                                                 | 77    |        |
| 18 novembre       | Ruud Geels                      | Footballeur international néerlandais.                                                                      | 75    | (nl)   |
| 18 novembre       | Pierre Lepère                   | Romancier, essayiste et poète français.                                                                     | 78    |        |
| 18 novembre       | Taku Miki                       | Écrivain japonais.                                                                                          | 88    | (ja)   |
| 18 novembre       | Joyce Mpanga                    | Femme politique ougandaise.                                                                                 | 89    | (en)   |
| 18 novembre       | Marie-Christine de Savoie-Aoste | Princesse italienne.                                                                                        | 90    | (it)   |
| 17 novembre       | Ahmed Bahar                     | Homme politique palestinien.                                                                                | 74    | (en)   |
| 17 novembre       | Seóirse Bodley                  | Compositeur irlandais.                                                                                      | 90    | (en)   |
| 17 novembre       | Charlie Dominici                | Chanteur du groupe de metal progressif Dream Theater.                                                       | 72    | (en)   |
| 17 novembre       | Bob de Groot                    | Scénariste de bande dessinée belge.                                                                         | 82    |        |
| 17 novembre       | Henning Munk Jensen             | Footballeur international danois.                                                                           | 76    | (da)   |
| 17 novembre       | Claude Kahn                     | Pianiste français.                                                                                          | 88    |        |
| 17 novembre       | Gohar Ayub Khan                 | Militaire et homme politique pakistanais.                                                                   | 86    | (en)   |
| 17 novembre       | Michel Olyff                    | Graphiste belge.                                                                                            | 96    |        |
| 17 novembre       | Anton Petje                     | Acteur yougoslave puis slovène.                                                                             | 91    | (sl)   |
| 17 novembre       | John Röhl                       | Historien britannique.                                                                                      | 85    | (de)   |
| 17 novembre       | Samantha                        | Chanteuse belge.                                                                                            | 75    |        |
| 17 novembre       | Henri Stambouli                 | Joueur puis entraîneur français de football.                                                                | 62    |        |
| 17 novembre       | Grzegorz Stellak                | Rameur d'aviron polonais, médaillée de bronze aux Jeux olympiques d'été de 1980.                            | 72    | (pl)   |
| 17 novembre       | Robert Walker                   | Avocat anglais et juge de la Cour suprême du Royaume-Uni.                                                   | 85    | (en)   |
| 17 novembre       | Gregory Woolley                 | Criminel canadien.                                                                                          | 51    |        |
| 16 novembre       | Michel Aymerich                 | Photographe de faune sauvage français.                                                                      | 65    |        |
| 16 novembre       | A. S. Byatt                     | Écrivaine britannique.                                                                                      | 87    |        |
| 16 novembre       | Ryszard Engelking               | Mathématicien polonais.                                                                                     | 88    | (pl)   |
| 16 novembre       | Johnny Green                    | Joueur américain de basket-ball.                                                                            | 89    | (en)   |
| 16 novembre       | Fazlul Haque                    | Homme politique et juriste bangladais.                                                                      | 85    |        |
| 16 novembre       | Hubert Mono Ndjana              | Philosophe et universitaire camerounais.                                                                    | 77    |        |
| 16 novembre       | Peter Solley                    | Producteur de disques et pianiste britannique.                                                              | 75    | (en)   |
| 15 novembre       | Anna Felder                     | Écrivaine suisse.                                                                                           | 85    |        |
| 15 novembre       | Claude Fléouter                 | Journaliste, producteur de télévision et scénariste français.                                               | ?     |        |
| 15 novembre       | Michio Fukuoka                  | Sculpteur japonais.                                                                                         | 87    | (ja)   |
| 15 novembre       | Hans Herbjørnsrud               | Écrivain norvégien.                                                                                         | 85    |        |
| 15 novembre       | Daisaku Ikeda                   | Intellectuel, philosophe et religieux japonais.                                                             | 95    | (ja)   |
| 15 novembre       | David Rowe-Beddoe               | Homme d'affaires et homme politique britannique.                                                            | 85    | (en)   |
| 15 novembre       | Paul Tandou                     | Footballeur international congolais.                                                                        | 76    |        |
| 15 novembre       | Karl Tremblay                   | Chanteur canadien.                                                                                          | 47    |        |
| 15 novembre       | Jacques Vallet                  | Écrivain français.                                                                                          | 84    |        |
| 14 novembre       | André Berthiaume                | Romancier, nouvelliste et essayiste québécois.                                                              | 85    |        |
| 14 novembre       | Alessandra Bianchi              | Journaliste sportive italienne.                                                                             | 59    |        |
| 14 novembre       | Angela Maria Bottari            | Femme politique italienne.                                                                                  | 78    | (it)   |
| 14 novembre       | Buzy                            | Autrice-compositrice-interprète française.                                                                  | 66    |        |
| 14 novembre       | Mohammed al-Chbeir              | Universitaire palestinien.                                                                                  | 77    | (ar)   |
| 14 novembre       | Brian Cotter                    | Homme politique britannique.                                                                                | 87    | (en)   |
| 14 novembre       | Pierre Lieutaghi                | Écrivain et ethnobotaniste français.                                                                        | 84    |        |
| 14 novembre       | Arthur Parkin                   | Joueur de hockey sur gazon néo-zélandais, champion aux Jeux olympiques d'été de 1976.                       | 71    | (en)   |
| 14 novembre       | Abdelkader Retnani              | Éditeur et écrivain marocain.                                                                               | 78    |        |
| 14 novembre       | Colombo Machado Salles          | Ingénieur et homme politique brésilien.                                                                     | 97    | (pt)   |
| 13 novembre       | Jesús Ociel Baena Saucedo       | Magistrat électoral mexicain.                                                                               | 38    | (es)   |
| 13 novembre       | Mike Baillie                    | Paléobiologiste et professeur d'université nord-irlandais.                                                  | 78/79 | (en)   |
| 13 novembre       | Maryanne Trump Barry            | Juge américaine.                                                                                            | 86    | (en)   |
| 13 novembre       | Jacques Bérès                   | Chirurgien orthopédiste français.                                                                           | 82    |        |
| 13 novembre       | Michael Bishop                  | Écrivain de science-fiction américain.                                                                      | 78    | (en)   |
| 13 novembre       | Emilia Brangefält               | Traileuse suédoise.                                                                                         | 21    |        |
| 13 novembre       | Michel Ciment                   | Écrivain, universitaire et critique de cinéma français.                                                     | 85    |        |
| 13 novembre       | Tenguiz Kitovani                | Homme politique géorgien.                                                                                   | 85    | (ka)   |
| 13 novembre       | Gérard de La Martinière         | Homme d'affaires français.                                                                                  | 80    |        |
| 13 novembre       | Claude Mignot                   | Historien et universitaire français.                                                                        | 79    |        |
| 13 novembre       | Ignacio Poletti                 | Joueur de basket-ball argentin.                                                                             | 93    | (es)   |
| 13 novembre       | George Tscherny                 | Graphiste américain.                                                                                        | 99    | (en)   |
| 12 novembre       | Melvin Russell Ballard          | Homme d'affaires américain.                                                                                 | 95    | (en)   |
| 12 novembre       | Rose-Aimée Bélanger             | Sculptrice canadienne.                                                                                      | 100   |        |
| 12 novembre       | Roman Čechmánek                 | Joueur tchèque de hockey sur glace, champion aux Jeux olympiques d'hiver de 1998.                           | 52    | (cs)   |
| 12 novembre       | Mustafa Hasanagić               | Joueur et entraîneur international de football serbo-bosnien.                                               | 82    | (sr)   |
| 12 novembre       | Furcy Houdet                    | Général d'armée français.                                                                                   | 96    |        |
| 12 novembre       | Rahim Huseynov                  | Homme politique azerbaïdjanais.                                                                             | 87    | (az)   |
| 12 novembre       | Joan Jara                       | Danseuse et activiste politique britannique-chilienne.                                                      | 96    | (es)   |
| 12 novembre       | Akgün Kaçmaz                    | Joueur international de football turc.                                                                      | 88    |        |
| 12 novembre       | KAN                             | Auteur-compositeur-interprète, animateur de radio et de télévision japonais.                                | 61    | (en)   |
| 12 novembre       | Camara Nangala                  | Écrivain ivoirien.                                                                                          | 68    |        |
| 12 novembre       | Helena Pilejczyk                | Patineuse de vitesse polonaise, médaillée de bronze aux Jeux olympiques d'hiver de 1960.                    | 92    | (pl)   |
| 12 novembre       | Kurt Reumann                    | Journaliste allemand.                                                                                       | 89    | (de)   |
| 12 novembre       | Kraft Schepke                   | Rameur d'aviron allemand, champion olympique aux Jeux olympiques d'été de 1960.                             | 89    | (de)   |
| 12 novembre       | Hans Waldenfels                 | Prêtre jésuite, bibliste et théologien allemand.                                                            | 92    | (de)   |
| 12 novembre       | Don Walsh                       | Officier de la Marine américaine, océanographe et professeur d'université.                                  | 92    | (en)   |
| 12 novembre       | Kusuma Wardhani                 | Archère indonésienne, médaillée d'argent aux Jeux olympiques d'été de 1988.                                 | 59    | (en)   |
| 11 novembre       | Francis Agbo                    | Athlète français.                                                                                           | 65    |        |
| 11 novembre       | Raphael Dwamena                 | Joueur de football international ghanéen.                                                                   | 28    | (sq)   |
| 11 novembre       | Michel Giroud                   | Poète, historien de l'art et peintre français.                                                              | 83    |        |
| 11 novembre       | D. J. Hayden                    | Joueur américain de football américain.                                                                     | 33    | (en)   |
| 11 novembre       | Muhammad Azam Khan              | Homme politique pakistanais.                                                                                | 89    | (en)   |
| 11 novembre       | Dimitrie Popescu                | Rameur roumain, multiple médaillé olympique (1984, 1988, 1992).                                             | 62    | (ro)   |
| 11 novembre       | Kari Rahkamo                    | Athlète et un homme politique finlandais.                                                                   | 90    | (fi)   |
| 11 novembre       | Karel Schwarzenberg             | Homme politique tchèque.                                                                                    | 85    | (en)   |
| 11 novembre       | Masatoshi Wakabayashi           | Homme d'État japonais.                                                                                      | 89    | (ja)   |
| 10 novembre       | Danilo Astori                   | Homme d'État uruguayen.                                                                                     | 83    | (es)   |
| 10 novembre       | John Bailey                     | Directeur de la photographie américain.                                                                     | 81    | (en)   |
| 10 novembre       | David Guy Compton               | Écrivain britannique de science-fiction.                                                                    | 93    | (en)   |
| 10 novembre       | Miah Dennehy                    | Footballeur international irlandais.                                                                        | 73    |        |
| 10 novembre       | Spýros Fokás                    | Acteur grec.                                                                                                | 86    | (el)   |
| 10 novembre       | Gordon Gibson Jr.               | Homme politique canadien.                                                                                   | 86    | (en)   |
| 10 novembre       | Hiroyuki Hosoda                 | Homme d'État japonais.                                                                                      | 79    | (en)   |
| 10 novembre       | Charles Jordan                  | Joueur américain de basket-ball.                                                                            | 69    | (it)   |
| 10 novembre       | Pierre Michel                   | Coureur cycliste français.                                                                                  | 93    |        |
| 10 novembre       | Marcel Schlechter               | Syndicaliste et homme politique luxembourgeois.                                                             | 95    |        |
| 10 novembre       | Jean-Philippe Thierry           | Homme d'affaires français.                                                                                  | 75    |        |
| 10 novembre       | Mihai Timofti                   | Metteur en scène, acteur et musicien moldave.                                                               | 75    | (ru)   |
| 10 novembre       | Luc Van Gastel                  | Journaliste et éditeur belge.                                                                               | 97    | (nl)   |
| 9 novembre        | Marguerite Aline Abomo Fama     | Femme politique camerounaise.                                                                               | ?     |        |
| 9 novembre        | François Bacqué                 | Archevêque catholique français, diplomate du Saint-Siège.                                                   | 87    |        |
| 9 novembre        | David Gauthier                  | Philosophe, professeur d'université et professeur canado-américain.                                         | 91    | (en)   |
| 9 novembre        | Manuel Gusmão                   | Poète, essayiste et homme politique portugais.                                                              | 77    | (pt)   |
| 9 novembre        | Juha Leiviskä                   | Architecte finlandais.                                                                                      | 87    | (fi)   |
| 9 novembre        | Junko Ōhashi                    | Chanteuse japonaise.                                                                                        | 73    | (en)   |
| 9 novembre        | James Robertson                 | Économiste britannique.                                                                                     | 95    | (en)   |
| 9 novembre        | John Sayre                      | Rameur d'aviron américain, champion olympique aux Jeux olympiques d'été de 1960.                            | 87    | (en)   |
| 9 novembre        | William Stoddart                | Philosophe écossais.                                                                                        | 98    | (en)   |
| 9 novembre        | John Tooby                      | Anthropologue américain.                                                                                    | 71    | (es)   |
| 8 novembre        | Hannelore Auer                  | Chanteuse et actrice autrichienne.                                                                          | 81    | (de)   |
| 8 novembre        | Laurent Greilsamer              | Journaliste, écrivain et essayiste français.                                                                | 70    |        |
| 8 novembre        | Bernard Lemaire                 | Homme d'affaires et ingénieur canadien.                                                                     | 87    |        |
| 8 novembre        | Louis Oster                     | Avocat français.                                                                                            | 95    |        |
| 8 novembre        | Valentina Ponomariova           | Cosmonaute soviétique.                                                                                      | 90    | (ru)   |
| 8 novembre        | Georges Salmon                  | Athlète belge.                                                                                              | 90    |        |
| 8 novembre        | Giorgio Veneri                  | Footballeur italien.                                                                                        | 84    | (it)   |
| 8 novembre        | Jean-Pierre Verheggen           | Écrivain et poète belge.                                                                                    | 81    |        |
| 7 novembre        | Frank Borman                    | Militaire, pilote d'essai et astronaute américain.                                                          | 95    | (en)   |
| 7 novembre        | Aloisio Butonidualevu           | Joueur fidjien de rugby à XV.                                                                               | 40    |        |
| 7 novembre        | Werner Carobbio                 | Homme politique suisse.                                                                                     | 86    | (de)   |
| 7 novembre        | Alain Estève                    | Joueur français de rugby à XV.                                                                              | 77    |        |
| 7 novembre        | Igor Judge                      | Ancien juge britannique.                                                                                    | 82    | (en)   |
| 7 novembre        | Maso Karipe                     | Homme d'affaires et homme politique papou-néo-guinéen.                                                      | ?     | (en)   |
| 7 novembre        | Mário Moinhos                   | Joueur de football international portugais.                                                                 | 74    | (pt)   |
| 7 novembre        | Rajak Ohanian                   | Photographe français.                                                                                       | 90    |        |
| 7 novembre        | Federico Sacchi                 | Joueur de football international argentin.                                                                  | 87    | (es)   |
| 7 novembre        | Albert Strickler                | Poète et écrivain français.                                                                                 | 68    |        |
| 7 novembre        | Dev Virahsawmy                  | Homme politique, dramaturge, poète et linguiste mauricien.                                                  | 81    |        |
| 6 novembre        | Magora Kennedy                  | Militante des droits civiques LGBT américaine.                                                              | 85    | (en)   |
| 6 novembre        | Roel Luynenburg                 | Rameur d'aviron néerlandais, médaillé de bronze aux Jeux olympiques d'été de 1972.                          | 78    | (nl)   |
| 6 novembre        | Antoni Martí                    | Homme politique andorran.                                                                                   | 60    | (ca)   |
| 6 novembre        | Roger Verplaetse                | Coureur cycliste belge.                                                                                     | 92    | (nl)   |
| 6 novembre        | Bruno Zanoni                    | Coureur cycliste italien.                                                                                   | 71    | (it)   |
| 5 novembre        | Dominique Philippe              | Artiste peintre français.                                                                                   | 76    | [ 1 ]  |
| 5 novembre        | Enrique Dussel                  | Philosophe, historien et théologien d'origine argentine, naturalisé mexicain.                               | 88    | (es)   |
| 5 novembre        | Evan Ellingson                  | Acteur américain.                                                                                           | 35    | (en)   |
| 5 novembre        | Marjolijn Greeve                | Cavalière de dressage néerlandaise                                                                          | 85    | (nl)   |
| 5 novembre        | John L. Heilbron                | Historien des sciences américain.                                                                           | 89    | (en)   |
| 5 novembre        | Malo Louarn                     | Auteur de bande dessinée français.                                                                          | 74    |        |
| 5 novembre        | Paolo Magnani                   | Évêque catholique italien.                                                                                  | 96    | (it)   |
| 5 novembre        | Philippe Martin                 | Homme politique français.                                                                                   | 74    |        |
| 5 novembre        | Cēzars Ozers                    | Ancien joueur de basket-ball soviétique, médaillé d'argent aux Jeux olympiques d'été de 1960.               | 86    | (lv)   |
| 5 novembre        | Vladimir Prifti                 | Réalisateur et scénariste albanais.                                                                         | 81    | (sq)   |
| 5 novembre        | Samuel Sanford Shapiro          | Statisticien américain.                                                                                     | 93    | (en)   |
| 5 novembre        | Donald Shebib                   | Réalisateur, producteur de cinéma et directeur de la photographie canadien.                                 | 85    | (en)   |
| 5 novembre        | Xabier Zumalde                  | Militant nationaliste basque-espagnol.                                                                      | 85    | (es)   |
| 4 novembre        | Marina Cicogna                  | Réalisatrice et photographe italienne.                                                                      | 89    | (it)   |
| 4 novembre        | Robert Knecht                   | Historien britannique, spécialiste du XVIe siècle en France.                                                | 97    | (en)   |
| 4 novembre        | Thierry Manouck                 | Joueur d'échecs et de backgammon français.                                                                  | 66    |        |
| 4 novembre        | Jean Mouton                     | Homme politique français.                                                                                   | 94    |        |
| 4 novembre        | Charles Piaget                  | Syndicaliste français.                                                                                      | 95    |        |
| 4 novembre        | Mary Willis Walker              | Écrivaine américaine.                                                                                       | 81    | (en)   |
| 4 novembre        | Gary Winnick                    | Financier américain.                                                                                        | 76    | (en)   |
| 3 novembre        | Djamila Bent Mohamed            | Peintre et militante anti-coloniale algérienne.                                                             | 90    |        |
| 3 novembre        | Robert Butler                   | Réalisateur et producteur américain.                                                                        | 95    | (en)   |
| 3 novembre        | Vasco Cecchini                  | Astronome italien.                                                                                          | 90/91 | (it)   |
| 3 novembre        | Zdeněk Douša                    | Joueur tchécoslovaque de basket-ball.                                                                       | 76    | (cs)   |
| 3 novembre        | Ian Ferrier                     | Poète, musicien, chorégraphe et animateur canadien.                                                         | 69    | (en)   |
| 3 novembre        | Orlando Garibay                 | Coureur cycliste mexicain.                                                                                  | 30    | (en)   |
| 3 novembre        | Aaron Harper                    | Joueur américain de basket-ball.                                                                            | 42    |        |
| 3 novembre        | Francette Lazard                | Enseignante et femme politique française.                                                                   | 86    |        |
| 3 novembre        | Oleg Protopopov                 | Patineur artistique soviétique, double champion olympique (1964, 1968).                                     | 91    | (ru)   |
| 3 novembre        | Matti Reunamäki                 | Joueur finlandais de hockey sur glace.                                                                      | 83    | (fi)   |
| 2 novembre        | Asashio Tarō IV                 | Lutteur de sumo japonais.                                                                                   | 67    | (ja)   |
| 2 novembre        | Walter Davis                    | Joueur américain de basket-ball, champion aux Jeux olympiques d'été de 1976.                                | 69    | (en)   |
| 2 novembre        | Kaia Iva                        | Femme politique estonienne.                                                                                 | 59    | (en)   |
| 2 novembre        | Henri Korn                      | Médecin neurobiologiste français.                                                                           | 89    |        |
| 2 novembre        | Henri Lopes                     | Écrivain, homme politique et diplomate congolais.                                                           | 86    |        |
| 2 novembre        | Zanele Situ                     | Athlète sud-africaine.                                                                                      | 52    | (en)   |
| 2 novembre        | Iouri Temirkanov                | Chef d'orchestre russe.                                                                                     | 84    |        |
| 2 novembre        | Wei Wei                         | Actrice chinoise.                                                                                           | 101   | (zh)   |
| 1er novembre      | Carlo Ambrosini                 | Auteur de bande dessinée italien.                                                                           | 69    | (it)   |
| 1er novembre      | Luigi Berlinguer                | Homme politique italien.                                                                                    | 91    | (it)   |
| 1er novembre      | Pierre Dutour                   | Trompettiste et arrangeur français.                                                                         | 91    |        |
| 1er novembre      | Bobby Knight                    | Entraîneur américain de basket-ball.                                                                        | 83    | (en)   |
| 1er novembre      | Claude Michely                  | Coureur cycliste luxembourgeois.                                                                            | 64    |        |
| 1er novembre      | Jaan Rannap                     | Auteur de littérature de jeunesse estonien.                                                                 | 92    | (et)   |
| 1er novembre      | Vic Vergeat                     | Guitariste, auteur-compositeur et producteur de disques italien.                                            | 72    | (it)   |
| date indéterminée | Marat Makarov                   | Joueur d'échecs et entraîneur soviétique puis russe.                                                        | 60    | (ru)   |
| date indéterminée | James Allan Stewart Evans       | Historien canadien.                                                                                         | 92    |        |
| date indéterminée | Vladimir Sviridov               | Militaire russe.                                                                                            | 68    |        |